# خوسيه ماريا خيمينيز (دراج)
خوسيه ماريا خيمينيز (بالإسبانية: José María Jiménez)‏ مواليد 06 فبراير 1971 في إل باراكو - الوفاة 06 ديسمبر 2003 في مدريد، كان دراج إسباني سابق في صنف سباق الدراجات على الطريق. سبق أن شارك في دورة الألعاب الأولمبية الصيفية. توفي في سن الـ 32 إثر نوبة قلبية.

## سجل النتائج

### سباقات أو مراحل فاز بها
- طواف إسبانيا

## الميداليات
| الميدالية | المسابقة                       |
| --------- | ------------------------------ |
| فضية      | الألعاب الأولمبية الصيفية 2000 |

## روابط خارجية
- خوسيه ماريا خيمينيز على موقع أرشيف الدراجات (الإنجليزية)
- خوسيه ماريا خيمينيز على موقع إحصائيات الدراجات الإحترافية (الإنجليزية)
- خوسيه ماريا خيمينيز على موقع CycleBase (الإنجليزية)